# Duff Goldman

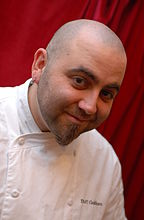
Duff Goldman

Jeffrey Adam „Duff” Goldman (ur. 17 grudnia 1974) – cukiernik i gwiazda amerykańskiego programu Ace of Cakes. Goldman jest właścicielem cukierni Charm City Cakes w Baltimore, w stanie Maryland, która specjalizuje się w wyrobie unikatowych tortów.